# Anchylodiscus tandani
Anchylodiscus tandani is een platworm (Platyhelminthes). De worm is tweeslachtig en kan zowel mannelijke als vrouwelijke geslachtscellen produceren. De soort is een ectoparasiet en leeft in het zoete water.
Het geslacht Anchylodiscus, waarin de platworm wordt geplaatst, wordt tot de familie Ancylodiscoididae gerekend. De wetenschappelijke naam van de soort werd voor het eerst geldig gepubliceerd in 1922 door Johnston & Tiegs.